# Хрелков, Николай
Николай Радев Хре́лков (1894—1950) — болгарский поэт, переводчик и публицист. Лауреат Димитровской премии (1950).

## Биография
С 1910 года жил в Софии. С 1918 года — член Болгарской рабочей социал-демократической партии, переименованной в 1919 году в Болгарскую коммунистическую партию. В 1919—1925 годах поэт не имел постоянной работы, жил в тяжёлых условиях.
Преследовался властями за политические взгляды. Скрывался в сельской местности, в июле 1925 года эмигрировал в Югославию, затем в Австрию, а оттуда во Францию, где заболел туберкулёзом. В 1928 году вернулся на родину.
С 1931 года работал библиотекарем в Министерстве национального образования. Принимал участие в публикации литературных сборников и чтениях, редактировал и занимался переводами для изданий, стоящих на демократических и антифашистских позициях.
В последние годы своей жизни сотрудничал с Елином Пелином.
Умер от туберкулёза.

## Творчество
Печатался с 1919 года. В 1920-е гг. творчество Н. Хрелкова развивалось в русле революционной антифашистской литературы. Многие его стихи посвящены подвигу болгарского народа в Сентябрьском антифашистском восстании 1923 года.
Революционно-романтическая поэма «Полуночный конгресс» (опубликована в 1932 г., 2-я дополнительная редакция 1950 г.) проникнута идеями интернационализма.
В 1930-е гг. активно выступал за укрепление связей с СССР, переводил произведения русских классиков и советских поэтов.
Автор сборников «Долгожданный день» (1952), «Избранные произведения» (1960), «Баллада о трёх сёстрах» и др.

## Награды
В 1950 году награждён Димитровской премией.

## Память
- Имя поэта носят улицы в Болгарии, школа в Софии.